# Freddy Hausser
Pour les articles homonymes, voir Hausser.
Freddy Hausser, né le 24 mai 1936 à Paris 12e et mort le 20 septembre 2008 à Paris 15e, est un grand reporter, réalisateur de télévision et photographe français.

## Biographie
Après son service militaire réalisé dans l’Algérie en guerre, il entame sa carrière en couvrant de nombreux conflits, comme celui du Viêt Nam et celui des Six Jours. Il retourne même en Algérie pour la télévision française en 1962, afin de couvrir les « événements ». Il épouse en premières noces Claudette Escoffier (habitante de Boufarik, ville algérienne) qui lui donnera deux enfants : Frédéric (1963-1981) et Dorothée Hausser (1966) nés tous deux à Paris.	
En 1976, il quitte les « tranchées » pour la moquette des studios en créant, produisant et présentant sa propre émission Juke Box diffusée sur Antenne 2. Celle-ci fait découvrir et aimer aux téléspectateurs de l’époque de nombreux groupes anglo-saxons. C’est sans doute l’une des premières émissions rock de l’histoire télévisuelle française. Il réalise le documentaire de la tournée des Rolling Stones aux États-Unis et les filme lors de leur passage à Paris, à La Villette. Il obtient même une interview exclusive de Mick Jagger avant un concert à l’hippodrome d'Auteuil. Grand amateur de musique, il sait faire preuve d'éclectisme puisqu'il est très friand de nombreux autres groupes et artistes comme Jefferson Airplane, Led Zeppelin, B. B. King, Jackson Browne mais aussi AC/DC, The Doobie Brothers, Lou Reed, Neil Young, etc.
Freddy Hausser, passionné par ce style musical qu’est le rock, arrive à partager sa flamme en programmant des artistes tels que Lou Reed, les Little Feat de Lowell Thomas George ou Frank Zappa à la réputation plus que sulfureuse. Il filme le tout premier vidéo clip de Téléphone Métro, c'est trop. Il enregistre même un 45 tours intitulé Parano Rock’n’Roll. Cependant, sa carrière de « rocker » dérangeant au sein d’Antenne 2, ne pouvait être qu’éphémère. La dernière de son Juke-Box avant l’arrêt définitif de son émission en 1978 offre The Clash en direct. C’est à Freddy Hausser que Philippe Manœuvre doit sa première apparition à la télévision. Ce dernier présente les Clash lors d’une de leurs prestations en public qui sera prématurément interrompue en raison d’une grève soudaine du personnel qui trouvait que le groupe jouait beaucoup trop fort.
Après cette expérience, Freddy Hausser reprend le cours d’une vie paisible de réalisateur de journaux télévisés. Il travaille encore quelque temps pour Antenne 2 puis fait un rapide passage à TF1 réalisant les journaux télévisés d'Yves Mourousi, couvrant l'élection de François Mitterrand ainsi que quelques jeux Olympiques avant d’arriver en 1987 sur La Cinq de Berlusconi. Il y réalise la plupart des émissions en direct de la chaîne comme le journal de 20 heures de Guillaume Durand, ou de Marie-France Cubadda ainsi que quelques fois le journal de 12 h 30 de Jean-Claude Bourret. 
Après l’arrêt de la chaîne, il retourne sur le service public à France 2 et réalise plusieurs journaux télévisés dont des éditions de 13 heures et de 20 heures avant de terminer sa carrière sur TV5 Monde.
Mick Jagger, dont il était un grand ami, l’invite de nombreuses fois sur les grands spectacles des Rolling Stones, allant jusqu’à lui envoyer le Boeing 707 du groupe afin qu’il puisse venir juger de la mise en scène de leur spectacle.
Freddy Hausser est le père d’un troisième enfant, Barnabé, né en 1996, issu de son union avec sa troisième épouse Esther Bertrand.
Freddy Hausser meurt le 20 septembre 2008 à l’âge de 72 ans. Ses obsèques ont lieu le 26 septembre 2008 au crématorium du cimetière du Père-Lachaise à Paris.

## Filmographie
- 1975-1978 : Juke-Box. Réalisateur, producteur et présentateur.
- 1976 : Les Rolling Stones en concert aux abattoirs de la Vilette à Paris. Réalisateur, journaliste et caméraman.
- 1978 : Lou Reed sur scène interprétant le titreRock’n’Roll à la porte de Pantin. Journaliste et caméraman.
- 1981 : The Clash à Paris. Journaliste et caméraman.
- 1982 : Interview exclusive de Mick Jagger avant un concert des Rolling Stones. Journaliste.
- 1994 : Enfants de la terre. Réalisateur.
- 1996 : Émissioninvité spécial avec François Bayrou. Réalisateur.
- 1993-1997 : Réalisateur de près de deux-cents émissions du 20h de France 2.
- 2003 : Les Rolling Stones en concert à Paris ;Le portrait des Rolling Stones par Freddy Hausser. Participant.

«